# Passandra nodicornis
Passandra nodicornis is een keversoort uit de familie Passandridae. De wetenschappelijke naam van de soort is voor het eerst geldig gepubliceerd in 1864 door Snellen von Vollenhoven.